# Трапезников, Виктор Матвеевич
Виктор Матвеевич Трапезников — советский хозяйственный, государственный и политический деятель, Герой Социалистического Труда.

## Биография
Родился в 1932 году в селе Антоньевка. Член КПСС.
С 1945 года — на хозяйственной, общественной и политической работе. В 1945—1995 гг. — разнорабочий, механизатор колхоза им. Ленина Петропавловского района Алтайского края, бригадир комплексной бригады № 3 колхоза им. Ленина, председатель колхоза имени Ленина Петропавловского района Алтайского края.
Указом Президиума Верховного Совета СССР от 30 июля 1985 года присвоено звание Героя Социалистического Труда с вручением ордена Ленина и золотой медали «Серп и Молот».
За широкое использование результатов научных исследований и внедрение передового опыта в производство риса, кукурузы, гречихи, сахарной свёклы, льна, обеспечивших значительное повышение культуры земледелия, эффективное использование техники и рост на этой основе производства с/х продукции, и инициативу в развитии наставничества в составе коллектива был удостоен Государственной премии СССР 1977 года.
Умер в Антоньевке в 2000 году.